# 宗像氏業
宗像 氏業（むなかた うじなり、生没年未詳）は、鎌倉時代の宗像大社の第47代大宮司である。宗像氏の一族で、父は宗像氏経 、母は大江氏の娘。子に長氏・泰氏・清氏。